# Svitova Zirka, Oleksandrivka
Svitova Zirka (în ucraineană Світова Зірка) este un sat în comuna Stavîdla din raionul Oleksandrivka, regiunea Kirovohrad, Ucraina.